# Gouvernement Rybinsk
Het gouvernement Rybinsk (Russisch: Рыбинская губерния, Rybinskaja goebernija) was een gouvernement (goebernija) van de Russische Socialistische Federatieve Sovjetrepubliek. Het bestond van 1921 tot 1923. Het gouvernement ontstond op 3 februari 1921 uit vijf oejazden van het gouvernement Jaroslavl en op 25 april 1921 uit twee oejazden van het gouvernement Tver en het gebied van het gouvernement ging in 15 februari 1923 op in het district Rybinsk van het oblast Jaroslavl. De hoofdstad was Rybinsk.